# ساختمان ۵۵ وال استریت
ساختمان ۵۵ وال استریت (انگلیسی: 55 Wall Street) که پیش‌تر به نام ساختمان بانک نشنال سیتی شناخته می‌شد، ساختمانی هشت طبقه در وال استریت، بین خیابان‌های ویلیام و هانوفر در منطقه اقتصادی منهتن جنوبی در نیویورک سیتی است. سه طبقه پایینی در سال‌های ۱۸۴۱ یا ۱۸۴۲ به عنوان ساختمان چهار طبقه بورس بازرگانان تکمیل و توسط ایزایا راجرز به سبک معماری احیای یونانی طراحی شد. بین سال‌های ۱۹۰۷ تا ۱۹۱۰، مک‌کیم، مید و وایت طبقه چهارم اصلی را حذف و پنج طبقه به آن اضافه کردند تا ساختمان فعلی را بسازند.

از سال ۲۰۰۶، اتاق بانکداری این ساختمان به عنوان محل برگزاری رویدادها به نام سیپریانی وال استریت مورد استفاده قرار می‌گیرد در حالی که طبقات بالایی کاربری مسکونی دارند.